# Temporada 2008 del Campeonato de Galicia de Rally
La  temporada 2008 fue la edición 30.ª del Campeonato de Galicia de Rally. Comenzó el 29 de febrero en el Rally do Cocido y terminó el 7 de septiembre en el Rally San Froilán.

## Calendario
| N.º | Fecha                      | Rally                         | Resultados |
| --- | -------------------------- | ----------------------------- | ---------- |
| 1   | 29 de febrero - 1 de marzo | 13.º Rali do Cocido           | Resultados |
| 2   | 18-19 de abril             | 24.º Rali Noia                | Resultados |
| 3   | 23-24 de mayo              | 17.º Rally do Albariño        | Resultados |
| 4   | 13-15 de junio             | 21.º Rallye Cidade de Narón   | Resultados |
| 5   | 11-12 de julio             | 5.º Rally Sur do Condado      | Resultados |
| 6   | 2-3 de agosto              | 1.º Rali Comarca da Ulloa     | Resultados |
| 7   | 5-6 de septiembre          | 30.º Rally San Froilán        | Resultados |
| 8   | 3-4 de octubre             | 5.º Rally Ourense-Baixa Limia | Resultados |
| -   | Suspendido                 | Rally Botafumeiro             |            |

## Resultados

### Campeonato de pilotos

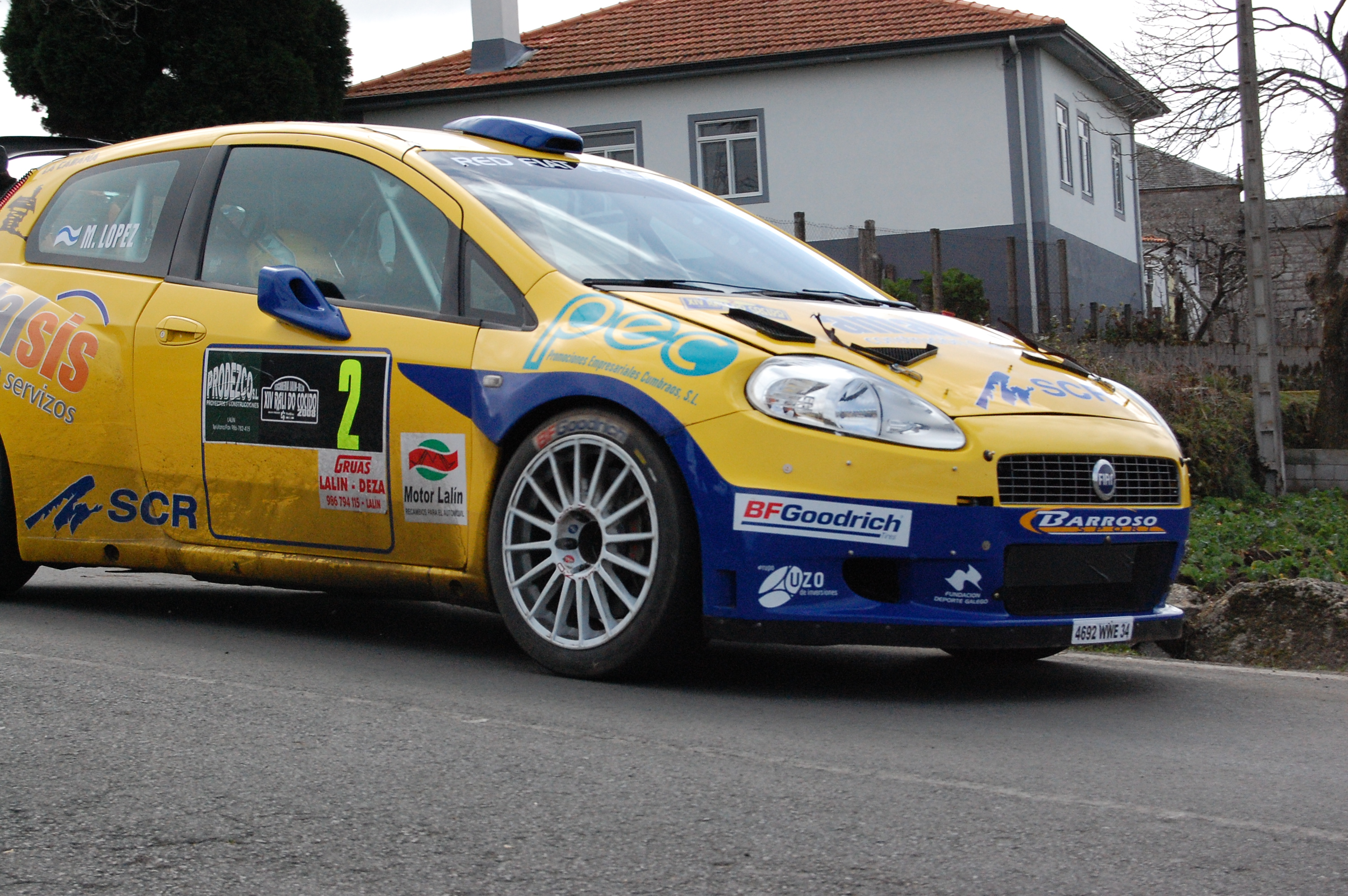
Luis Vilariño fue cuarto.

| Pos. | Piloto                    | 1 COC | 2 RDN | 3 ALB | 4 NAR | 5 CON | 6 CDU | 7 LUG | 8 BXL | 9 BOT | Pts  |
| ---- | ------------------------- | ----- | ----- | ----- | ----- | ----- | ----- | ----- | ----- | ----- | ---- |
| 1.   | Pedro Burgo               | 1     | 1     | Ret   | 1     | 1     | 1     | 1     | 1     | -     | 1260 |
| 2.   | Pablo Rey                 | 5     |       | 3     | 5     | 3     |       | 3     |       | -     | 719  |
| 3.   | Fernando Rico             | 6     | ?     | 2     | 4     | 6     |       | 5     |       | -     | 721  |
| 4.   | Luis Vilariño             | 3     | 3     | DNS   | 2     | 4     | Ret   | Ret   |       | -     | 719  |
| 5.   | Alberto Meira             | 4     | 5     | 1     | Ret   | 2     |       | Ret   |       | -     | 696  |
| 6.   | Javier Martínez Carracedo | 10    | Ret   | 5     |       | 10    | 5     | ?     | 5     | -     | 498  |
| 7.   | Rubén Domínguez           | 14    |       | 9     | 20    | 9     | 11    | 6     | 6     | -     | 456  |
| 8.   | Rodrigo Rodríguez         | 11    | ?     | ?     | 10    | 8     | 8     | 9     | 4     | -     | 426  |
| 9.   | Adrián Díaz               | 19    |       |       | 9     | Ret   | 10    | 4     | 7     | -     | 412  |
| 10.  | Pablo Pazó                | 9     | 10    |       | 15    | 12    | 6     | 7     | 9     | -     | 395  |

### Escuderías
| Pos | Escudería               | Ptos |
| --- | ----------------------- | ---- |
| 1.  | Siroco Team Narón       | 781  |
| 2.  | Escudería Ferrol        | 695  |
| 3.  | Escudaría Lalín-Deza    | 620  |
| 4.  | Racing Club Vila do Rei | 589  |
| 5.  | Senra Sport             | 500  |

### Volante RACC
| Pos. | Piloto            | Ptos |
| ---- | ----------------- | ---- |
| 1.   | Rodrigo Rodríguez | 1106 |
| 2.   | Pablo Pazó        | 968  |
| 3.   | Rubén Domínguez   | 893  |
| 4.   | Adrián Díaz       | 872  |
| 5.   | David Grandal     | 627  |